# Doomsday Afternoon
Doomsday Afternoon is het zesde studioalbum van de Amerikaanse muziekgroep Phideaux. Doomsday Afternoon is het vervolg op The Great Leap; tezamen vormen zij één lang conceptalbum, waarbij de aandacht uitgaat naar de begrippen controlestaat en ecologische ramp.  The Great Leap werd gevormd door losse nummers; Doomsday Afternoon vormt meer een suite. Het album is opgenomen in de privéstudio van Phideaux.
Doomsday Afternoon was de doorbraak van de band binnen het genre progressieve rock dankzij de drie pijlers van dat genre die dit album vormen: conceptalbum, epic (lange verhalende songs) en de combinatie zang en instrumentale soli.

## Musici
Rich Hutchins – slagwerk
- Ariel Farber – zang, handklappen
- Valerie Gracious – piano, zang
- Mathew Kennedy – basgitaar
- Gabriel Moffat – lap steel guitar, gitaar
- Linda Ruttan Moldawsky – zang
- Molly Ruttan – zang
- Mark Sherkus – toetsinstrumenten, sampling
- Phideaux Xavier – piano, rhodes piano, moog voyager, 6 & 12 snarige gitaar, zang

Met medewerking van Patti Amelotte (dulcimer), Stephen Dundan en Rob Martina (dwarsfluit), Martin Orford, (synthesizer-solo Formaldehyde), Mathew Parmenter (viool), Johnny Unicorn (toetsinstrumenten) en Joel Weinstein (gitaar) en een kamerorkest onder leiding van Paul Rudolph.

## Composities
Allen van Phideaux behalve waar aangegeven:

| Nr. | Titel                                | Duur  |
| --- | ------------------------------------ | ----- |
| 1.  | micro softdeathstar                  | 11:13 |
| 2.  | the doctrine of eternal ice (deel 1) | 3:01  |
| 3.  | candybrain                           | 4:06  |
| 4.  | crumble                              | 2:55  |
| 5.  | the doctrine of eternal ice (deel 2) | 8:06  |

| Nr. | Titel                                       | Duur  |
| --- | ------------------------------------------- | ----- |
| 1.  | thank you for the evil (Hutchins, Phideaux) | 9:16  |
| 2.  | a wasteland of memories                     | 2:33  |
| 3.  | crumble                                     | 2:54  |
| 4.  | formaldehyde (Hutchins, Phideaux)           | 8:17  |
| 5.  | microdeath softstar                         | 14.48 |

Of de titel een verwijzing is naar Tuesday Afternoon van de Moody Blues is onbekend.